# ニホンクリエイト
ニホンクリエイト (英: NIHON CREATE Co.Ltd.) は、日本の大阪府大阪市浪速区に本社を置いていたコンピュータゲーム開発企業。登記上の社名は日本クリエイト株式会社だが、同名の企業が多いことから「日本」をカタカナに変更したブランド名を使用していた。
開発分野はパーソナルコンピュータ向けが多いものの、PlayStation版『3×3EYES』（発売：エクシング、PC-9800シリーズの同タイトル移植）ニンテンドーDS版『高校野球道DS』など、家庭用ゲーム機向けタイトルも開発実績がある。

## 代表製品と沿革
クリスタルソフトで『Mr.プロ野球』を開発していた板倉由次が独立して1988年6月に創立し、翌1989年4月に法人へ改組。PC-8801時代より『野球道』などのソフトをリリース。当時珍しい監督視点の野球ゲームとして注目を集める。
ブレイクしたのは当時人気を博していた『3×3EYES』のアドベンチャーゲームにおいて。セルビデオを同梱するというユニークな商法も合わせて話題となり、このタイトルは3本のシリーズ化となった。また、同じくアニメ・コミックに原作を求めたAVG『天地無用』等も発表した。
2002年には、コミカルな設定やキャラクターを前面に押し出した異色の草野球SLG『アパッチ野球道』を発表。ファミ通にて伊集院光が夢中になっている様子がコラムに連載（国産PCゲームとしては異例）されるなどした。
2004年になると女子野球を題材とした『高校野球道GIRLS』でさらなる新境地開拓に挑戦。高校野球道の最新作、『高校野球道3』なども平行に発表しつつ、2009年7月にはニンテンドーDSにて『高校野球道DS』（発売はスパイク）を開発した。
開発コストを吸収できず、赤字経営が続いていたことから、2019年3月7日に大阪地方裁判所へ破産を申請。同年3月15日に大阪地方裁判所から破産手続開始決定を受けた。そして同年11月26日に法人格が消滅した。

## 経営破綻時点での主なタイトル
★はプロジェクトEGGでダウンロードできるソフト。
- 野球道シリーズ
  - 野球道
  - 野球道対戦ディスク
  - 野球道PLUS
  - super野球道
  - super野球道93
  - super野球道2、super野球道2HD
  - super野球道98年度データ
  - 野球道2
  - 野球道3
  - 野球道3EX
  - 野球道3EX 98年度版
  - 野球道4
  - 野球道21
  - 野球道2004
- 高校野球道シリーズ
  - 高校野球道
  - 高校野球道EX
  - 高校野球道EX2000
  - 高校野球道2
  - 高校野球道2EX
  - 高校野球道3
  - 高校野球道Girls
  - アパッチ野球道
  - 高校野球道DS
- 3×3EYESシリーズ
  - 三只眼變成
  - 吸精公主
  - 転輪王幻夢
  - 3×3EYESメモリアル
  - フルーツパックVol.1 3X3EYESに夢中なの！
- その他のゲーム（PC88/DOS）
  - 双六野球道
  - 魔京伝★
  - ディアドラム★
  - トラぶるCHASER 第1話 トラブルは空から未来から
  - トラぶるCHASER 第2話 2人目のチェイサー
  - トラぶるCHASER 第3話 2度あるトラブル3度ある
  - トラぶるCHASER 第4話 最終回
- その他のゲーム（WIN）
  - エルダーブレイズ
  - 天地無用　登校無用
  - 探検道 〜The New Frontier〜
  - Win ROUGUE
  - My Dream〜On Airが待てなくて〜
  - マスターブレイズ
- その他のゲーム（廉価版）
  - 高校野球道CV
  - 高校野球道CV2
  - 高校野球道CV3
  - アパッチ野球道SV
  - 探検道CV